# Emil Babiš
Emil Babiš (1956 – 8. června 2020) byl slovenský skokan na lyžích, reprezentant Československa. Závodní kariéru ukončil v roce 1980. Po skončení aktivní kariéry působil jako trenér a rozhodčí.

## Sportovní kariéra
Celkově skončil v prvním ročníku Světového poháru 1979/80 na 87. místě, startoval v 7 závodech a bodoval 12. místem v Zakopaném. Startoval na Týdnu letů na lyžích 1976 v Oberstdorfu, kde skončil na 28. místě s nejdelším skokem 122 metrů.